# Gaspar Castaño de Sosa
Gaspar Castaño de Sosa fu un avventuriero spagnolo di origini portoghesi vissuto nel XVI secolo. Il suo nome è legato ad una spedizione non autorizzata effettuata tra il 1590 ed il 1591 nei territori dell'attuale Nuovo Messico al fine di costituire una colonia. La spedizione si rivelò un insuccesso, e Castaño venne arrestato, processato e condannato a sei anni di esilio. Mentre navigava verso le Filippine per scontare la condanna, fu coinvolto in una rivolta sulla nave ove viaggiava e fu ucciso nel 1593.

## Biografia
Gaspar Castaño de Sosa nacque in Portogallo intorno alla metà del 1500. Il suo nome viene associato a quello del suo conterraneo Luis de Carvajal y de la Cueva, un avventuriero e mercante di schiavi, che diventò il primo governatore del Nuovo Regno di Leon nel 1580. Sotto il governo di De la Cueva, Castaño divenne alcalde della città di Villa San Luis (attuale Monterrey). Successivamente quando De la Cueva fu arrestato dall'Inquisizione, Castaño divenne governatore luogotenente della Villa de Nuevo Almadén (attuale Monclova). Il 23 febbraio 1590 De la Cueva fu condannato a sei anni di esilio dalla Nuova Spagna.
Castaño motivato da questa sentenza di cui temeva le possibili ripercussioni e deluso dalla scarsa produzione delle miniere di argento di Almadén, chiese il permesso al viceré di effettuare una spedizione nei territori a nord del Regno di Leon di cui aveva sentito le entusiastiche relazioni dal viaggio di Antonio de Espejo. Il permesso non venne concesso, ma Castaño decise di procedere comunque. Egli reclutò quindi 170 persone fra gli abitanti di Almadén e partì dalla città stessa il 27 luglio 1590 portando con sé scorte alimentari, carri ed un gran numero di animali.
Dopo alcuni mesi di faticoso viaggio, reso ancora più complicato dalla presenza dei carri, verso la fine di dicembre il gruppo giunse in vista di Pecos Pueblo. Qui ebbero degli scontri con la popolazione locale e Castaño attaccò il pueblo costringendo gli abitanti alla fuga e requisendo i viveri necessari al sostentamento del gruppo. Successivamente egli si spostò a ovest nella valle del Rio Grande visitando fra gennaio e marzo 1591 diversi pueblo Tewa, Keres e Tiwa di cui prese formalmente possesso a nome della corona di Spagna. Contemporaneamente egli fece delle prospezioni minerarie nella valle di Galisteo, ma senza successo.
Intorno alla metà di marzo 1591, mentre Castaño si trovava a Santo Domingo Pueblo, fu raggiunto da un drappello di soldati spagnoli comandati dal capitano Juan Morlete che era stato inviato dal nuovo viceré Luis Velasco II ad arrestarlo. Castaño si consegnò senza opporre resistenza e fu quindi condotto a Città del Messico dove venne processato e condannato il 5 marzo 1593 a sei anni di esilio da scontare nelle Filippine. Mentre era in esilio, durante un viaggio verso le isole Molucche, Castaño fu ucciso a seguito di un ammutinamento dei marinai cinesi della nave.
Prima di partire Castaño aveva fatto appello contro la sua condanna al Consiglio delle Indie, che dichiarò Castaño innocente, ma egli era già morto.